# Шпиро Кулишић
Сеад Шпиро Кулишић (Пераст, 1908 — Београд, 1989) био је етнолог.

## Биографија
Био је директор Земаљскога музеја Босне и Херцеговине, директор Етнографског музеја у Београду и професор у приједорској гимназији. Објавио велики број радова из области етнологије и етнографије.
Године 1980. у Титограду (данашња Подгорица) објавио је књигу О етногенези Црногораца која је изазвала реакције владајућег Савеза комуниста Црне Горе и научних кругова у Београду.
Поводом те књиге организована је јавна хајка на њеног аутора, а у Марксистичком центру у Титограду и посебан партијско-научни скуп који је требало да демантује фалсификате др. Кулишића.